# Casa Buonarroti
Casa Buonarroti är ett museum i Florens, grundat 1858 som stadens egendom enligt testamente av den siste medlemmen av Michelangelos släkt.
Museet rymmer salar med bildverk, skisser och original av konstnären, särskilt från hans tidigare år, bland annat Madonnan vid trappan, jämte familjearkivet.